# Simpsorama
《Simpsorama》是卡通《辛普森一家》第26季第6集的名称，在2014年11月9日由福克斯广播公司首播。與原創者馬特·格勒寧另一部動畫《乃出個未來》之跨界作品，該部原先在福斯頻道及後來轉至喜劇中心，2013年九月不久下檔而至今回歸。

## 劇情
在春田镇小学，斯金纳校长在埃德娜·克拉巴佩尔的課製作時間膠囊，他們打算以後在一千年打開，並告訴學生各自放東西在膠囊內。巴特忘記要帶東西，但他把從學校沒來的三明治擤上。昆比市長在儀式上將時間膠囊埋入城市廣場的傑迪代亞·斯普林菲爾德雕像前。他們看到所挖的洞有些綠色軟泥倒入洞內，此時所有人的目光都轉向伯恩斯，突然就開始下雨。
那天晚上，辛普森聽到外面有奇怪聲音的東西像要從空中落下。然後玛琦聽到樓下傳來有打嗝聲。霍默和巴特決定去地下室調查。荷馬派圣诞老人小助手到樓下來看看，但狗跑掉。然後，他嘗試同樣的事情巴特，但這也不起作用。荷馬就設下陷阱，用巴特作為誘餌。在地下室巴特看到有個模糊身影打開一罐罐達夫啤酒。荷馬用掃帚敲敲在他身上，發現是來自未來的班德。荷馬和班德立即成為最好的朋友。第二天，莉萨懷疑班德來自未來，因覺得這機器人比較先進。所以麗莎把班德到弗林克教授的實驗室。班德坦承他不記得為什麼被送到現在，所以弗林克拔出並重新插入已終止班德的任務，導致班德執行終止荷馬的任務。
荷馬打亂了他的新的保齡球哥們想殺死他。班德自己卻不能做。突然，班德震動並出現陶朗加·莉拉的影像，問他是否殺了荷馬。班德回答有做到，但莉拉顯示有數以千計兔子異形生物侵入新紐約且成倍增加。莉拉識破班德的謊言。另一旁的菲利浦·J·弗萊也鼓勵班德殺荷馬。麗莎問，休伯特·法恩斯沃斯教授回复該生物具有荷馬的DNA和班德被送至現在殺荷馬，可以從他身上進化之前。所以，教授、莉拉和弗萊回到過去要殺死荷馬。莉拉用雷射槍射他，但班德扭曲它。弗林克與教授組一個團隊，教授建議荷馬休息，所以他能解釋一下“免費增值遊戲”。當他們到家裡，荷馬介紹瑪吉弗萊和里拉。瑪吉和里拉同時避免分別談論彼此的身體及部位，只用眼球交流寒暄。
回到實驗室，莉萨問法恩斯沃斯他真的用穿越時光機到了現在，但教授否認了這一點。並解釋他們通過班德身體入口來的，但他透露班德來到這裡通過一台時間機器。正如莉萨所質疑，教授只要採樣DNA程序後即結束。當法恩斯沃斯，弗林克和莉萨回到辛普森家後，教授說明DNA只有一半是荷馬的，另一半屬於玛琦的。玛琦鬆一口氣時，法恩斯沃斯說，他們沒有要殺她，只需她一個孩子。班德的後方顯示頻道√2新聞的影像，其中琳達和莫寶報導生物已開始進化。一隻兔子正吃琳達並變成蜥蜴，像巴特的生物。弗林克想知道巴特是怎樣摧毀未來。巴特說明，當時把他的三明治放入時間膠囊，它碰觸到米尔豪斯·范霍腾的幸運兔腳，並在洞中的物品與有毒泥軟泥混合，時間膠囊內變異成含有巴特DNA的兔類動物。莉萨提議他們要挖時間膠囊。
辛普森和行星快遞船員抵達城市廣場準備挖掘膠囊，但遭威利校管禁止，因為這樣不能在一千年後打開。班德後方的影像，王艾米以為生物得到了控股邋遢，但襤褸揭示只得到他的鬍子。沒有鬍子他是不會活下去，他對自己的頭自殺。他們看到生物已摧毀入口的影像，導致人員和辛普森一家人到3014年。玛琦點名發現丟下玛吉。班德帶玛吉去賽馬場，因為他知道每次賽馬的結果。
辛普森在行星快遞總部閒逛。荷馬勒死所有的巴特生物。玛琦為他們無法回到自己的時空氣餒。玛琦說荷馬在核電廠工作。當被問他是否對自己的工作，荷馬引以自豪的是，他被選為愚人節“本月員工”。法恩斯沃斯說弗萊和荷馬修復門戶，其餘祈禱。尼卜勒把異形吃掉，但排出的不是暗物質，而是另一個巴特異形。莉萨為每人都已放棄感到驚訝。教授進而提出，他想把所有異形送到太空。麗莎說，她會先包圍。
回到春田市，班德下注名叫班德的馬，儘管在比賽過程中死亡。當所有的馬開始，班德平息下來。
在新紐約，莉萨讓異形以為麥迪遜立方花園充滿Butterfinger，也被宇宙薩克斯風(saxo-holo phonor)惹惱，其中顯示她喜歡如獨角獸和凱蒂貓的影像。赫爾墨斯立即把所有異形關進立方體，行星快遞飛船舉起立方體並拋入太空。
重建新紐約（現在叫新新紐約）和弗萊和荷馬開始成功激活入口，而辛普森回到他們現在的家。玛琦很高興與玛吉團聚，並注意到她的尿布該換。班德志願，尿布裡充滿很多他在比賽贏來的錢。班德與辛普森家告別，並把自己關機，在一千年之後啟動。荷馬拖動機器人至地下室，也倒達夫酒罐在頭上。
回到3014年，它被發現的生物對英仙座ο8。歐拉與恩德恩德都惱火，異形正在破壞特別是因為“約翰遜”是來吃晚飯的其實是康和科多斯。恩德恩德邊哭邊遠離晚飯前吃異形的歐拉。歐拉要(他們)當中一個女性來安慰她，於是康和科多斯都安慰她。
片尾是辛普森版的《乃出個未來》片頭主題曲。

## 背景製作
此集最早在2013年7月兩天後公佈的《蓋酷家庭》與《辛普森一家》長達一小時跨界作品—《The Simpsons Guy》。最初此集預定在第25季末或第26季初首播。 最終被定於2014年11月9日。在接受《娛樂周刊》採訪時，格勒寧說“這是一個非常艱難的談判，因為我不得不談談我自己。”阿爾·讓補充說明“他們打算落了空，所以我想人們真的會喜歡它，如果我們有更多的機會看到這些角色”;補充說，“我們一直在尋找的東西，都是跟我們相容的，我想“那麼，有什麼是更相容？”我們講一個笑話，其實班德和荷馬有多麼像。像在只是荷馬頭髮刪掉。”讓還說“有一個在《飛出個未來》的密碼的事情：如果你真的有作，我告訴你：‘恭喜你！你是個呆子。’”

## 幕後
此集有6.70百萬觀眾收看，這是福克斯當晚最受矚目的節目，還擊敗了《蓋酷家庭》。對IGN的馬克斯·尼科爾森稱劇情有點沉悶，特別是一些更多《飛出個未來》的史詩劇情。影音俱乐部的扎克·漢德藍和丹尼斯·帕金斯給了B-，說明“我們沒理由為這個情節存在，至少在故事敘述方面。看辛普森與班德、弗萊、莉拉與法恩斯沃斯教授互動，剩下的都有一定驚險吧，像任何的網路跨界混搭的（我喜歡的是在同一個地方的東西，而其他的我喜歡！這改變了一切），但從來沒有驚險我們深入理解這些不同群體。”《娛樂周刊》達倫·弗蘭奇說，“......其中《The Simpsons Guy》有倒入元兔子洞，《Simpsorama》主要也設定簡短的噱頭，這比飛出個未來第六季更好，但沒有達到飛出個未來第五季水平”

此集有《辛普森一家》外星人康和科多斯是女同志夫婦，相反在《恐怖的樹屋VII》中科多斯為康的妹妹。阿爾·讓告訴《娛樂周刊》：“人們都問這是最好看的一集嗎？那我說‘真的發生了，荷馬在這些所有時間真的掉下懸崖並活下去呢？’”不過他這樣說：是的，當然，他們是康和科多斯·約翰遜。在他們的物種中是一對女同性戀夫婦。它們似乎要結婚了。”對應到拉爾夫·維古姆在2017年去世，讓說這是參考《Holidays of Future Passed》，其中拉爾夫當自己因愚蠢死於意外時需要克隆人。他宣稱在節目中不會有更多死人，最近的一集是季初《小丑不高興》，當中小丑库斯提的父親去世。

## 外部連結
- 互联网电影数据库上Simpsorama的资料（英文）